# Kopaliny (Pogórze Rożnowskie)

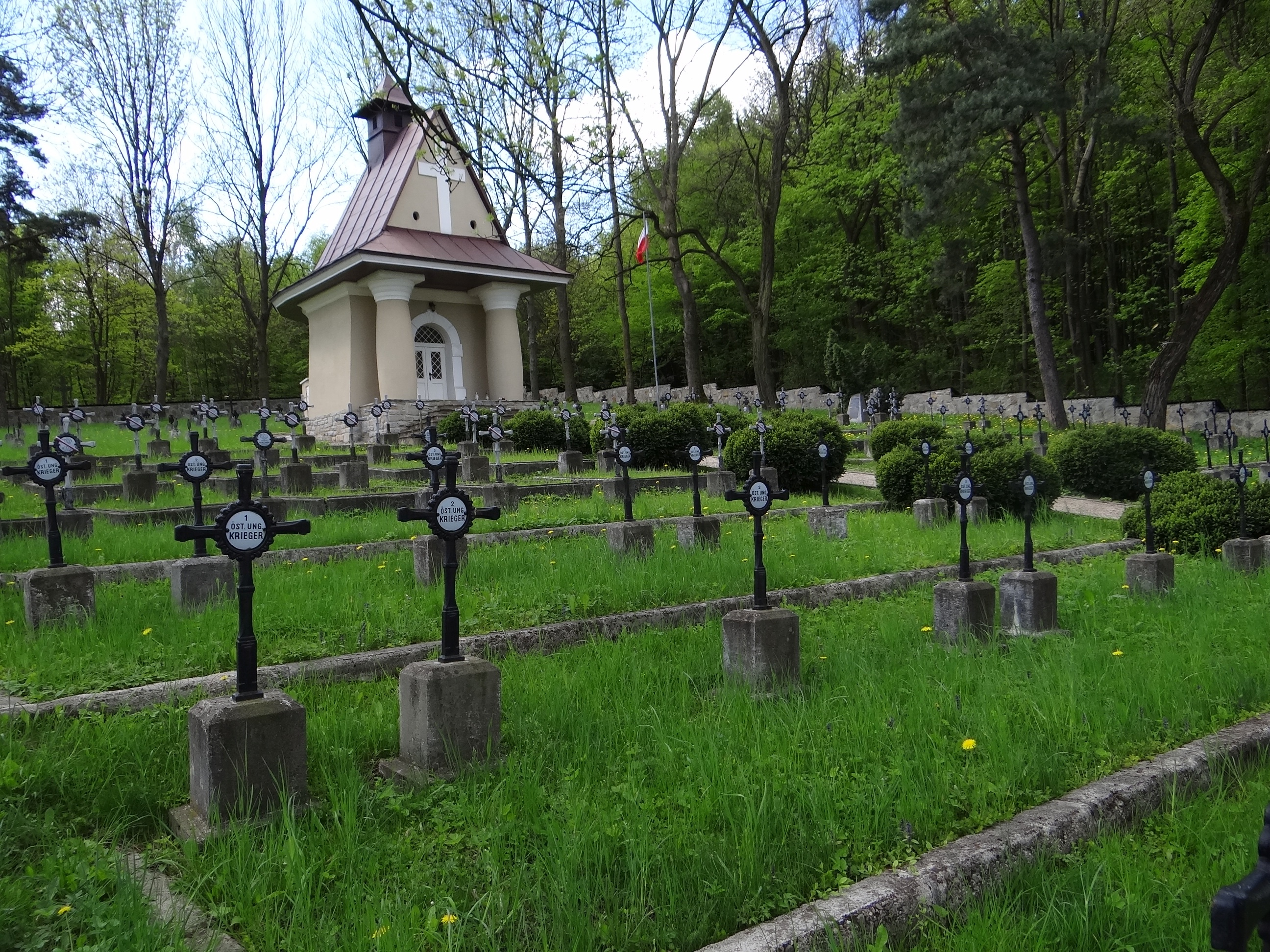
Cmentarz wojenny pod szczytem wzgórza

Kopaliny (394 m) – wzgórze na Pogórzu Rożnowskim  w miejscowości Łowczówek. Jego północne, bardziej strome i porośnięte lasem stoki opadają do doliny rzeki Biała. Stoki południowe są łagodniejsze, zajęte przez pola i biegnie nimi droga asfaltowa z Łowczowa przez Łowczówek do Rychwałdu.
W grudniu 1914 r. w czasie I wojny  światowej na linii Dunajca ustabilizowała się linia frontu wojennego między wojskami armii rosyjskiej i austro-węgierskiej. Wzgórza nad Dunajcem i Białą stały się miejscem zaciekłych walk.  Miała tutaj miejsce Bitwa pod Łowczówkiem, w której wzięli udział polscy legioniści. Polegli żołnierze pochowani są na wielu cmentarzach rozproszonych na tym terenie. Pod szczytem Kopalin znajduje się cmentarz wojenny nr 171, na którym pochowano 483 żołnierzy, w tym 80 polskich legionistów z  1 Pułk Piechoty i 5 Pułku Piechoty.
Przez wzgórze Kopaliny przebiegają dwa znakowane szlaki turystyczne, krzyżujące się przy cmentarzu nr 171. Jest tutaj dla turystów wiata i ławki, a przy cmentarzu zamontowano tablice informacyjne. Przez wzgórze Kopaliny przebiega organizowany co roku „Rajd Szlakami Legionistów”.
 Pleśna – Kopaliny – Meszna Opacka – cmentarz wojenny nr 158 – cmentarz wojenny nr 160 – Tuchów
 Wał Rychwałdzki – Kopaliny – Łowczówek – Łowczów – Piotrkowice